# Le Septième Petit Frère
 (mars 2021).
Le Septième Petit Frère (A hetedik testvér en hongrois ou The Seventh Brother en anglais) est un film d'animation hongro-germano-américain sorti en 1994. En France,  il est édité par TF1 Vidéo directement en VHS le 1er aout 1996.

## Histoire
Bobo, un chiot, vivait un temps heureux avec ses maîtres. Malheureusement, ces derniers l'ont abandonné dans une forêt.
Commence alors une aventure dans laquelle Bobo, désormais en compagnie de six petits lapereaux espiègles, découvre la forêt et ses dangers.
Cependant, il y a des braconniers qui cherchent à abattre des animaux de la forêt et alors Bobo et six petits lapereaux vont les déjouer.

## Fiche technique
- Titre original hongrois : A hetedik testvér
- Titre original allemand : Bobo und die Hasenbande
- Titre original anglais : The Seventh Brother
- Titre français : Le Septième Petit Frère
- Réalisation : Jenõ Koltai et Tibor Hernádi
- Scénario : Attila Dargay, József Nepp et Eberhard Naumann
- Direction artistique : Henning Schmitz
- Storyboard : Attila Dargay, Tibor Hernádi et Jenõ Koltai
- Animation : Csaba Máli, István Kovács, Rita Bende et Darko Belevski
- Décors : János Balogh, István Gelléri et Erna Biró
- Musique : Wolfgang Von Henko
- Société de production : Pannónia Film, Real-Film GmbH, Feature Films For Families, WDR et Magyar Television
- Pays d'origine :  Hongrie,  Allemagne et  États-Unis
- Langues originales : hongrois, allemand et anglais
- Format : couleur
- Genre : animation
- Durée : 80 minutes (Hongrie) / 84 minutes (Allemagne et France) / 74 minutes (États-Unis)

## Distribution

### Voix originales
| - Csongor Szalay : Vacak (Bobo) - Balázs Simonyi : Tasli (Théo) - Álmos Elõd : Okoska (Julie) - Balàzs Szvetlov : Malé (Maxie) - Kata Nemes-Takách : Karotta (Ludivine) - Dani Halasi : Pufi (Ponpon) - Zsófia Manya : Musz-Musz (Coco) - Iván Verebély : Nyuszipapa (Ernest Lapinos) - Györgyi Andai : Nyuszimama (Mme Lapinos) - Gyula Szabó : Bagoly (Docteur Hibou) - Károly Kassai : Szarka (Mme Magpie) - György Simon : Nagypapa (Le grand père) - Julcsi Szönyi : Ágnes (Pipelette) - Vilmos Izsóf : Hugó (Braconnier 1) - Endre Botár : Elek (Braconnier 2) - Magdolna Menszátor : Anya (Annie) - András Stohl : Sün (le père hérisson) - Tibor Kristóf : Héja (Jules le faucon) - Péter Barbinek : Róka (le ménard) | - Constantin von Jascheroff : Bobo - Jan Steilen : Théo - Shalisar Haftchenari : Julie - Matthias Ruschke : Maxie - Lena Krüper : Ludivine - Stanley Dannbrück : Ponpon - Jana Raschke : Coco - Theo Branding : Ernest Lapinos - Beate Hasenau : Mme Lapinos - Renier Baaken : Le grand père - Katja Liebing : Annie - Gerd Duwner, Joachim Kemmer, Claus Wilcke, Regine Albrecht, Gisela Ferber, Fabian Kärner, Michaela Kametz, Gerd Kilbinger, Jürg Löw, Lou Richter, Christian Rode, Friedrich Schoenfelder, Santiago Ziesmer et Wolfgang Ziffer : Voix additionnelles | - Aaron Bybee : Bobo - Joey Lopez : Théo - Christina Schaub : Julie - Logan Hall : Maxie - Laura Schulties : Ludivine - Andrew Soren : Ponpon - Sarah Baker : Coco - Scott Wilkinson : Ernest Lapinos, Braconnier 3 et la belette - Mary Sperry : Mme Lapinos - Joe Requa : Docteur Hibou - Linda Bierman : Mme Magpie - Dick Canaday : Le grand père - Danielle Holliday : Annie - Don A. Judd : le corbeau idiot - Mary Parker Williams : Mme Oiseau - Carson Boss : Mr Oiseau - Jim Wright : la marmotte - Duane Stevens : le père hérisson - Karily Baker : le hérisson pleurchinard et Renifler la souris - Nate Gee : Épineux 2, écureuil 2 et Bobo 2 - Justin Martin : Épineux 3, écureuil 3 - Richard Bugg : le renard - Mark Probert : Jules le faucon - Rick Macy : le héron et Braconnier 1 - Aaron Watson : Alf et Braconnier 2 - Aisha Mortimer : l'écureuil femelle - Lance Bradshaw : écureuil 1 - Wade Wisan : écureuil 4 - Forrest Baker : le père souris - Sydney Lowry : la souris - Mel Martin : Melk le wapiti - Annie Baker : l'animal dans la forêt - Jacque Pace, Kaye Tolbert, Brooks Holm, Christy Peterson, Cindy Overstreet et Kerri Odom : la groupe d'oiseaux des dames |

### Voix françaises
- Hervé Grull : Bobo
- Charles Pestel : Théo
- Patrice Schreider : Théo (voix chantée)
- Naïké Fauveau : Julie
- Donald Reignoux : Ponpon
- Marie-Charlotte Leclaire : Maxie et Coco
- Charlyne Pestel : Julie et Maxie (voix chantée)
- Sarah Marot : Ludivine
- Évelyne Grandjean : Mme Magpie
- Dominique Chauby : Mme Lapinos, Cloé
- Philippe Bozo : Ernest Lapinos, la marmotte, un oiseau bleu se moquant de Piplette, l'écureuil roux commentateur, l'oiseau rose discutant avec le héron
- Patrice Dozier : Pipelette, un écureuil joueur, le héron
- Marie-Eugénie Maréchal : Annie, la petite fille
- Bernard Woringer : Le grand père, Jules le faucon, Docteur Hibou
- Patrice Melennec : Hubert
- Tony Marot

Source et légende : voix françaises sur Planète Jeunesse

## Autour du film
Le film a connu une suite sortie en 1997, Bobo et ses amis.